# Сэридзава, Кэйсукэ
Кэйсукэ Сэридзава (яп. 芹沢 銈介) (13 мая 1895, Сидзуока, Сидзуока — 5 апреля 1984, Тораномон, Минато, Токио) — японский дизайнер текстиля. В 1956 году он был объявлен «живым национальным сокровищем» за его катадзомэ (традиционный японский метод окрашивания ткани с использованием трафаретов).

## Биография и творчество
Сэридзава окончил Токийскую школу дизайна (в настоящее время — Токийский технологический институт), несколько раз посетил Окинаву, где изучил традиционную рюкюскую технику окрашивания бингата. Сэридзава был также одним из ведущих членов движения «мингэй» (яп. 民芸, «искусство для народа»), основанного Янаги Соэцу. Творчество мастера, идущее в русле народного искусства, включает в себя художественное окрашивание кимоно, сёдзи, норэнов, оби, вееров и календарей. Сэридзаве также принадлежат другие многочисленные работы, в том числе переложения иллюстраций из «Дон Кихота» и картин Винсента ван Гога.
Отличительной чертой метода катадзомэ Сэридзавы является использование крахмальной смеси для создания пустой неокрашенной области, которая является частью узора и на которую впоследствии может быть нанесён вручную монохромный или многоцветный рисунок, как дизайнер сочтёт нужным.

## Выставки
В 1976 году персональная выставка Сэридзавы была организована в Париже, а 10—26 января 2007 года впервые состоялась в Эрмитаже, Россия.

## Память
В 1981 году был открыт муниципальный художественный музей Сэридзавы Кэйсукэ в городе Сидзуока. Ещё один музей, искусства и ремесла Сэридзавы Кэйсукэ, открыт в 1989 году в Сендае.